# Тоса Мицуоки

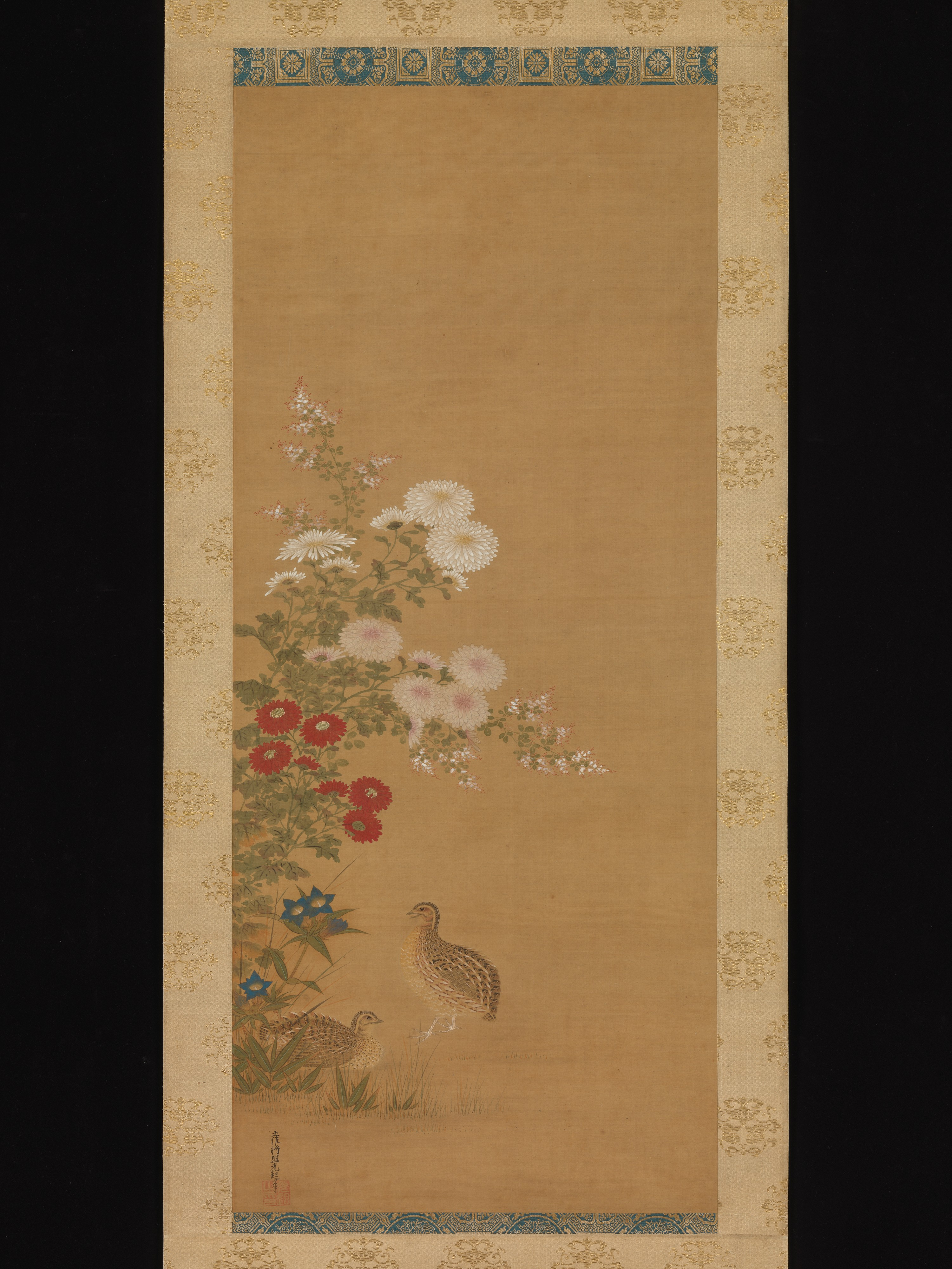
Перепелки и осенние цветы. 1667-69гг. Музей Метрополитен, Нью-Йорк.

Тоса Мицуоки (яп. 土佐 光起; 21 ноября 1617 — 14 ноября 1691) — японский художник-живописец.

## Биография
Тоса Мицуоки сменил своего отца, Тосу Мицунори, на позиции главы школы Тоса. Основным достижением Мицуоки стало перемещение школы из Сакаи, где она существовала 50 лет, в Киото для того, чтобы вернуть школе привилегированное положение при дворе, которое принадлежало этому направлению в живописи на протяжении многих лет вплоть до конца периода Муромати (1338—1573), когда главенствующее положение перешло к школе Кано.
В 1634 году Мицуоки переехал в Киото, а около 1654 получил должность придворного художника (эдокоро азукари, что означает "глава придворного живописного управления). С этого времени школа Тоса процветала на протяжении всего периода Эдо (1600—1868).
Мицуоки стал последним художником-новаторов из представителей школы. Его преемники работали в той же технике, заимствовали стилистические качества его работ. Впоследствии это привело к тому, что новые живописные произведения были скорее копиями уже существующих работ. Отсутствие нововведений и иных трактовок сюжетов создает проблему атрибуции памятников.

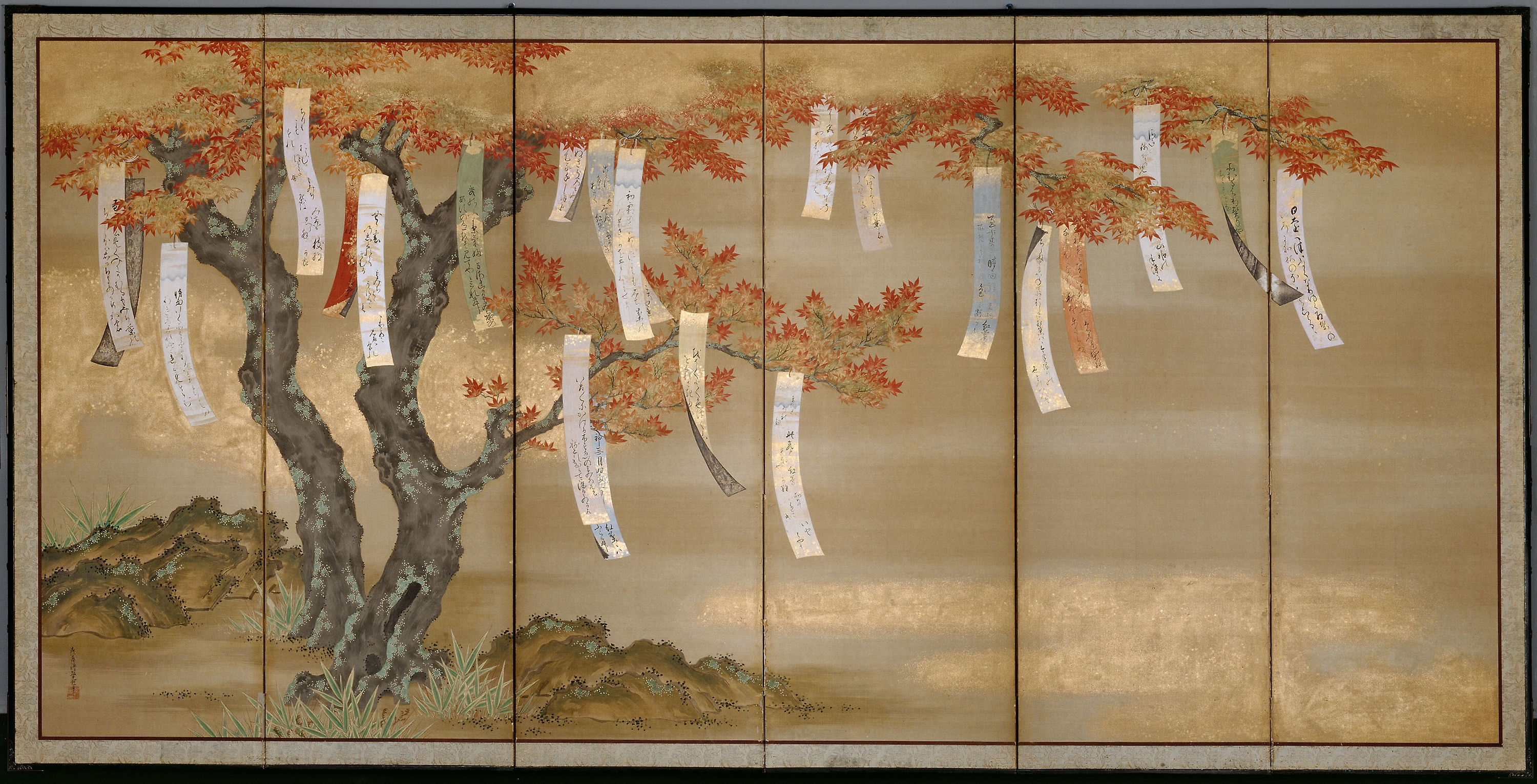
Осенние клены со стихотворениями. Институт искусств Чикаго.

## Стиль
Новаторство Мицуоки заключается в том, что он возродил стиль ямато-э (大和和), который характерен для периода Хэйан и считается классическим японским стилем, который был создан на основе китайской живописи династии Тан .
Ямато-э характерен для повествовательных сюжетов, которые могли сопровождаться текстом. Другие картины ямато-э концентрировались на изображении знаменитых мест, красоты природы или четырех времен года.
Произведения Мицуоки часто представляют собой вертикальные свитки, которые можно было повесить на стену — какемоно (掛け物), или длинные горизонтальные свитки, которые постепенно разворачивались справа налево— эмакимоно. Он также является автором многих расписных ширм, которые могли включать в себя до шести панелей. Стиль Тосы Мицуоки был настолько популярным, что оказал влияние на школы Римпа и укие-э, а также на школу Кано.
Для индивидуальной манеры Мицуоки характерно внимание к живописи тушью, что вместе с традиционным стилем школы Тоса делает его стиль декоративным, утонченным и точным одновременно. Его произведения в жанре «цветы и птицы» и пейзажи создавались с помощью тонких линий, что придает им легкость и нежность. Умение сочетать яркий колорит без контрастных переходов, иногда с применением золота, создает гармонию плавно переходящих друг в друга цветов.

Ёкаи, или Ночной марш ста демонов